# فريدريك كومبز (ممثل)
فريدريك كومبز (بالإنجليزية: Frederick Combs)‏ هو كاتب مسرحي ومخرج وممثل بريطاني، ولد في 11 أكتوبر 1935 في بورتسموث في المملكة المتحدة، وتوفي في 19 سبتمبر 1992 في لوس أنجلوس في الولايات المتحدة.

## وصلات خارجية
- فريدريك كومبز على موقع IMDb (الإنجليزية)
- فريدريك كومبز على موقع روتن توميتوز (الإنجليزية)
- فريدريك كومبز على موقع ألو سيني (الفرنسية)
- فريدريك كومبز على موقع أول موفي (الإنجليزية)
- فريدريك كومبز على موقع قاعدة بيانات برودواي على الإنترنت (الإنجليزية)
- فريدريك كومبز على موقع قاعدة بيانات الأفلام السويدية (السويدية)
- فريدريك كومبز على موقع قاعدة بيانات الفيلم (الإنجليزية)
- فريدريك كومبز على موقع كينوبويسك (الروسية)